# Linha Paracambi
A Linha Paracambi: Japeri ↔ Paracambi é uma das linhas de trens metropolitanos da SuperVia.

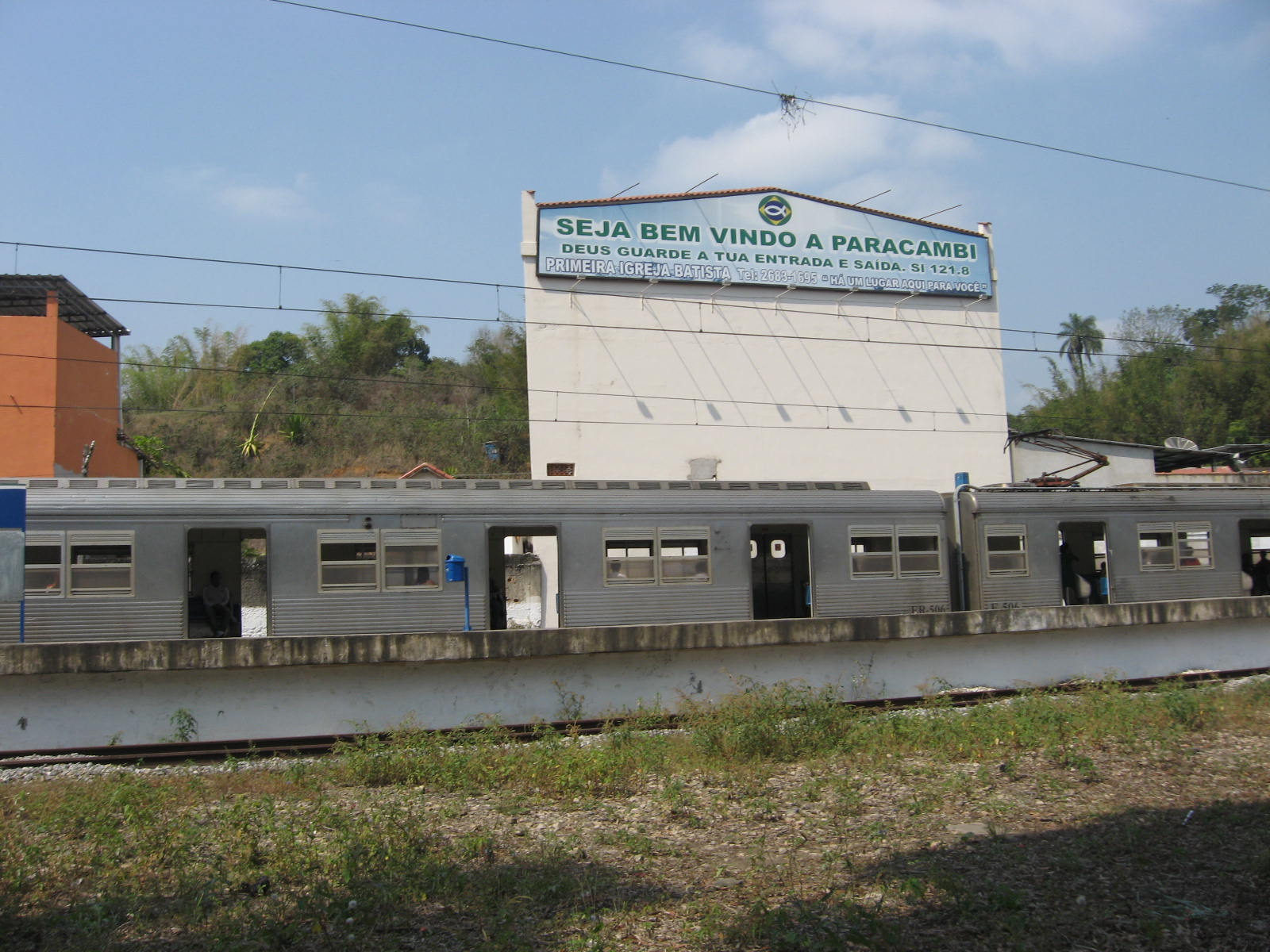
Última estação do ramal de Paracambi, no centro do município.

## Histórico
Uma linha em bitola larga eletrificada singela que liga o município de Japeri, na Baixada Fluminense, ao município de Paracambi, também na Região Metropolitana, embora já na região turística do Vale do Café. Operado pela SuperVia, o ramal possui três estações: Japeri, Lages e Paracambi. Havia, também, a Parada Doutor Eiras, hoje desativada. O trem circula em um intervalo que varia de 40 a 60 minutos.
Devido à desativação da casa de saúde que se situava em frente, a Parada Doutor Eiras foi desativada em 18 de maio de 2012.

## Estações
| Trigrama | Estação          | Tempo de Percurso (min) | Comentários | Bairro             | Município |
| -------- | ---------------- | ----------------------- | --- | ------------------ | --------- |
| JRI      | Japeri           | —                       | Integração gratuita com a linha Japeri da SuperVia. | Centro (Japeri)    | Japeri    |
| PDE      | Parada Dr. Eiras | 05                      | Desativada em Maio de 2012 | Mutirão            | Paracambi |
| LAJ      | Lages            | 07                      | Antiga Estação Nicanor Pereira. | Lages              | Paracambi |
| PBI      | Paracambi        | 12                      | Estação com entrada e saída no nível da rua (sem precisar subir nem descer escadas). Integração com ônibus urbanos (com passagens pagas diretamente nos veículos) para Vassouras. Integração com ônibus rodoviários da Útil para a Rodoviária Novo Rio (ônibus com horários fixos, passagens compradas antecipadamente e poltronas marcadas). Há uma agência (terceirizada) que vende passagens desse serviço da Útil próxima a estação (em frente à praça de Paracambi). | Centro (Paracambi) | Paracambi |

## Mais
- A Eletrificação nas Ferrovias Brasileiras
- Informações sobre cada estação da Estrada de Ferro Central do Brasil, Leopoldina e outras do Brasil
- A história do trem no Rio de Janeiro
- Secretária de transportes do Rio de Janeiro
- História do trem na perspectiva de um passageiro de trem, que narra esta história, o cotidiano dos passageiros, fala do serviço da Supervia, etc...
- Catálogo do trem ROTEM[ligação inativa]